# Грег Рака
Грегори „Грег“ Рака (енгл. Greg Rucka, рођен 29. новембра 1969. у Сан Франциску, Калифорнија, САД) је амерички стрип-сценариста и романописац. Најпознатији је по сценаријима за стрип-издања 52, Detective Comics, Action Comics, Вулверин, Gotham Central, Stumptown те по романима из серије Queen & Country.
Списатељску каријеру започео је серијом крими-романа Atticus Kodiak, да би уследила серија шпијунских романа Queen & Country.
Каријеру стрип-сценаристе започео је хваљеним серијалом Whipeout о истрази убиства на једној бази на Антарктику. Заштитни знак Ракиних сценарија су добро профилисани, снажни и независни женски ликови.
Највише сценарија написао је за издања куће Ди-Си комикс, у које спадају сценарији за стрип-часописе Checkmate, 52 (са косценаристима Џефом Џоунсом, Грантом Морисоном и Марком Вејдом). У периоду од априла 1994. до марта 2006. писао је сценарије за стрип-часопис Суперменове авантуре (енгл. Adventures of Superman), а од октобра 2003. до априла 2006. за часопис Чудесна жена (енгл. Wonder Woman).
Сарађивао је и са кућом Марвел комикс на стриповима Вулверин, Електра и на мини-серији Ultimate Daredevil and Elektra.
За сценаристички рад је добио три Ајзнерове (од 16 номинација) и једну Харвијеву награду (од две номинације).
Године 2010. објавио је да прекида сарадњу са кућом Ди-Си комикс да би се посветио раду на сопственим пројектима.